# Отходная молитва (фильм)
«Отходная молитва» — драматический триллер 1987 года о боевике Ирландской республиканской армии, который решает покончить с прошлым. Фильм снят по одноимённой книге Джека Хиггинса.

## Сюжет
После неудавшегося террористического акта, когда вместо автомобиля британской армии на мине подорвался школьный автобус, боевик ИРА Мартин Феллон (Микки Рурк) решил «выйти из игры» и бежать за границу. Он скрывается и от полиции, и от своих бывших товарищей по оружию. Но чтобы получить поддельный заграничный паспорт, Мартин вынужден совершить ещё одно, последнее заказное убийство — убить одного гангстера по заказу другого, Джека Михана (Алан Бейтс).
Феллон подкараулил жертву на кладбище, куда тот пришёл навестить могилу. Феллон застрелил гангстера, однако случайным свидетелем убийства оказался местный католический священник Майкл Да Коста (Боб Хоскинс). Мартин, не желая больше никого убивать, оставил его в живых. Однако через некоторое время он пришёл к этому священнику на исповедь и рассказал о содеянном. Священник, обязанный хранить тайну исповеди, оказался связан обетом молчания и теперь не может выдать его полиции. Такое положение дел не устраивает лишь Михана, и он решает заставить замолчать навсегда всех, кто знает о преступлении.

## В ролях
| Актёр             | Роль                |
| ----------------- | ------------------- |
| Микки Рурк        | Мартин Феллон       |
| Боб Хоскинс       | отец Майкл Да Коста |
| Алан Бейтс        | Джек Михан          |
| Сэмми Дэвис       | Анна                |
| Кристофер Фулфорд | Билли Михан         |
| Лиам Нисон        | Лиам Догерти        |

## Создание фильма
Фильм большей частью снимали в восточном Лондоне, включая сцену на бесплатном пароме Вулвич (Woolwich Ferry).
Церковью, в которой происходили события фильма, послужила Старая церковь Св. Луки (англ. Old St. Lukes Church). Эта англиканская церковь также находится в восточной части Лондона, недалеко от станции метро Кеннинг Таун.